# Ustanova
Ustanova ali institucija  je družbena struktura, ki postavlja pravila za vedenje večje skupine ljudi.
Kot vir družbenih pravil in reda institucije preučuje več družboslovnih znanosti, vsaka iz svojega vidika:
- sociologija proučuje splošne institucije: država, civilna družba, politične stranke, parlament
- pravo, kjer so institucije z zakonom ustoličeni ključni državni organi: parlament, vlada, sodišče,
- politologija: države, politične stranke, lobiji
- ekonomija: podjetje, denar (finančne institucije), trg

Pomen institucij je v njihovi organiziranosti. Pravila niso arbitrarna, ampak jih sprejme in izvršuje zaupanja vredna avtoriteta.